# Pomnik Leszka Gieca w Katowicach
Pomnik Leszka Gieca w Katowicach – pomnik w katowickiej dzielnicy Piotrowice-Ochojec, zlokalizowany przed gmachem Górnośląskiego Centrum Medycznego, przy ulicy Ziołowej 45/47.
Pomnik to popiersie profesora Leszka Gieca – polskiego kardiologa, twórcy i wieloletniego dyrektora Górnośląskiego Ośrodka Kardiologii w Ochojcu (ośrodek od 2008 nosi jego imię). Popiersie przy bramie wjazdowej do Górnośląskiego Centrum Medycznego odsłonięto w 2009 w obecności władz Śląskiego Uniwersytetu Medycznego w Katowicach i władz samorządowych.
18 maja 2010 roku dokonano ponownego odsłonięcia popiersia, którego projektantem jest Zygmunt Brachmański.